# 591. pehotni polk (Wehrmacht)
Za druge 591. polke glejte 591. polk.
591. pehotni polk (izvirno nemško Infanterie-Regiment 591) je bil eden izmed pehotnih polkov v sestavi redne nemške kopenske vojske med drugo svetovno vojno.

## Zgodovina
Polk je bil ustanovljen 15. novembra 1940 kot polk 13. vala na področju Sonneberga iz delov 164. in 190. pehotnega polka; polk je bil dodeljen 323. pehotni diviziji.
13. četa je bila ustanovljena 18. marca 1942, kmalu zatem pa še 14. četa. 
15. oktobra 1942 je bil polk preimenovan v 591. grenadirski polk.